# Gözde Yılmaz

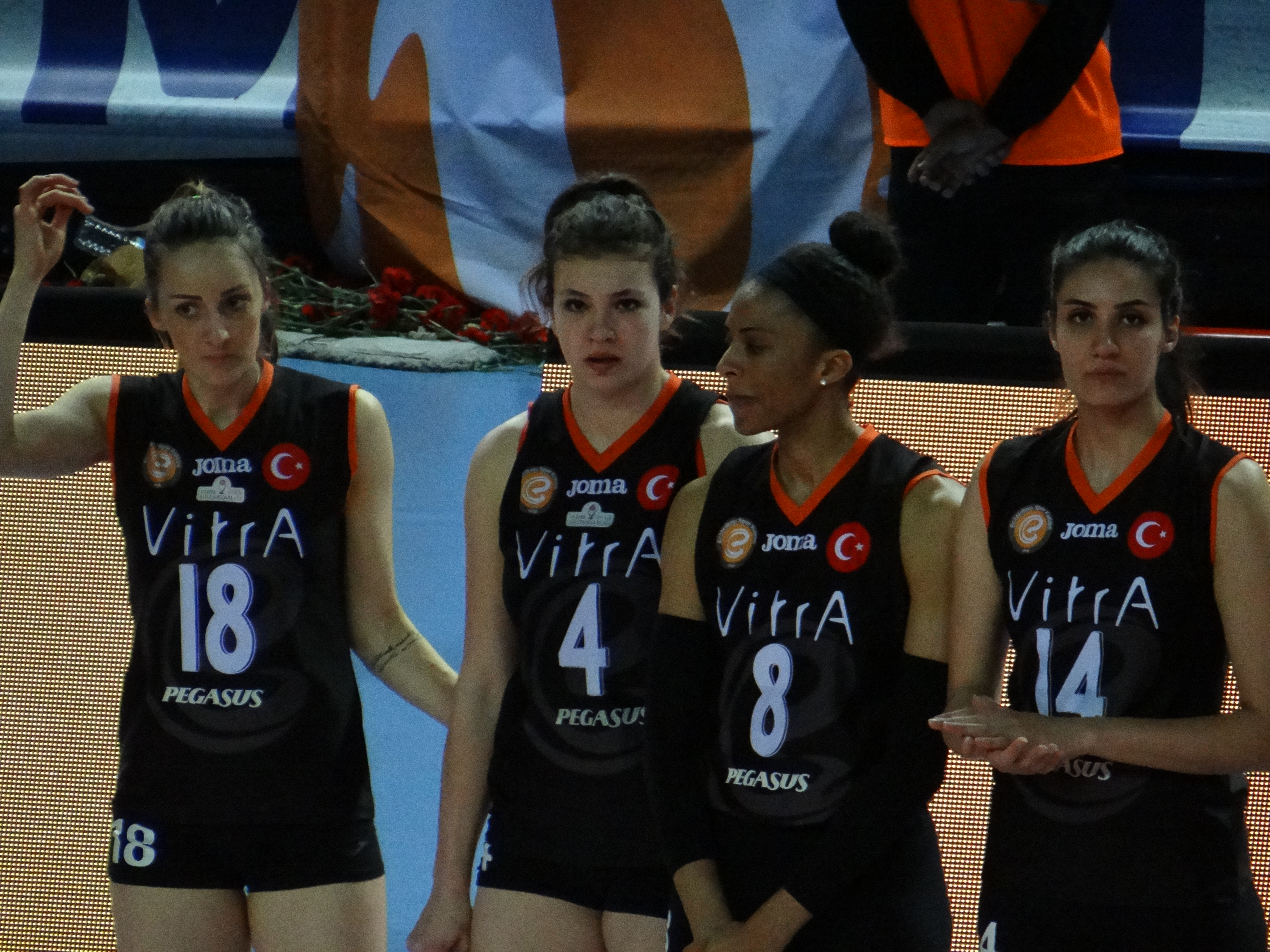
Photographie de Gödze Yılmaz (à droite) avec des membres de son équipe

Gözde Yılmaz est une joueuse de volley-ball turque née le 9 septembre 1991 à Ankara. Elle mesure 1,95 m et joue au poste de réceptionneuse-attaquante.

## Clubs
| Club                        | De        | À         |
| --------------------------- | --------- | --------- |
| TED Ankara Kolejliler       | 2000-2001 | 2006-2007 |
| Eczacıbaşı İstanbul         | 2007-2008 | 2008-2009 |
| Yeşilyurt İstanbul          | 2009-2010 | 2009-2010 |
| Eczacıbaşı İstanbul         | 2010-2011 | 2012-2013 |
| Sarıyer Belediyesi          | 2013-2014 | 2013-2014 |
| Eczacıbaşı İstanbul         | 2014-2015 | 2014-2015 |
| Futura Volley Busto Arsizio | 2015-2016 | 2015-2016 |
| Eczacıbaşı İstanbul         | 2016-2017 | 2018-2019 |
| Vakıfbank İstanbul          | 2019-2020 | …         |

## Palmarès

### Équipe nationale
- Championnat d'Europe
  - Finaliste : 2019.
- Ligue européenne
  - Vainqueur : 2014[2]
- Jeux européen
  - Vainqueur : 2015[3]
- Championnat du monde des moins de 18 ans
  - Finaliste : 2007.

### Clubs
- Championnat du monde des clubs
  - Vainqueur : 2015, 2016.
- Ligue des champions
  - Vainqueur: 2015.
- Coupe de la CEV
  - Vainqueur : 2018.
- Championnat de Turquie
  - Vainqueur : 2012.
  - Finaliste : 2013, 2018, 2019.
- Coupe de Turquie
  - Vainqueur : 2009, 2011, 2012, 2019.
  - Finaliste : 2013, 2018.
- Supercoupe de Turquie
  - Vainqueur: 2011, 2012, 2018.
  - Finaliste : 2019, 2020.